# Tarantula
Tarantula és un llibre d'avantguarda experimental de poesia en prosa postmoderna escrit per Bob Dylan el 1966 i que no fou publicat fins al 1971 per Macmillan Publishers, a causa de diferents vicissituds com el l'accident de moto que patí, on utilitza la tècnica del monòleg interior en un encreuament entre la poètica, escrits sense vincles associatius i les lletres abstractes per les cançons que escrivia a la dècada de 1960, com per Highway 61 Revisited i Bringing It All Back Home.
Dylan, més tard, esmentant el llibre, el descrigué com una obra inacabada, que no tenia plena pretensió d'escriure'l —«Les coses estaven fora de control en aquell moment. Mai vaig tenir la intenció d'escriure un llibre»—, el comparava amb el llibre, sense sentit segons les seves paraules, In His Own Write de Lennon, i inclús algunes ocasions el negava o insinuava que l'havia fet publicar el seu mànager Albert Grossman, sense que hagués donat el seu consentiment.